# Kiyotake Kawaguchi
Kiyotake Kawaguchi (em japonês: 川口清健 Kawaguchi Kiyotake, Kochi, 3 de Dezembro de 1892 - 16 de Maio de 1961) foi um general do Exército Imperial do Japão durante a Segunda Guerra Mundial.